# Sulusaray
Sulusaray ist eine Stadt und Hauptort des gleichnamigen Landkreises (İlçe) in der türkischen Provinz Tokat. Die Stadt liegt etwa 55 Kilometer südwestlich der Provinzhauptstadt Tokat.

## Stadt
Die Stadt ist über eine Landstraße mit Yeşilyurt und der Provinzhauptstadt im Osten verbunden (67 Straßenkilometer), im Westen mit Kadışehri in der Provinz Yozgat. Sulusaray liegt an der Stelle der antiken Stadt Sebastopolis. Einziges vor Ort sichtbares Relikt ist ein Bogen einer römischen Brücke, in einem Freilichtmuseum sind Fragmente und Inschriften ausgestellt. Ob die Schlacht von Sebastopolis hier stattgefunden hat oder bei Elaiussa Sebaste in Kilikien, ist nicht geklärt.
Laut Stadtsiegel wurde Sulusaray 1987 in den Stand einer Gemeinde (Belediye) erhoben.

## Landkreis
Der Landkreis liegt im Südwesten der Provinz. Er grenzt im Norden an den Kreis Zile, im Nordosten an den Kreis Artova, im Osten an den Kreis Yeşilyurt. Im Süden bildet die Provinz Sivas und im Westen die Provinz Yozgat die Außengrenze.
Stadt und Landkreis werden von Osten nach Westen vom Çekerek Çayı durchflossen. Von Süden kommend mündet westlich der Stadt der Çatalboğazı Çayı, weiter westlich von Norden der Sapoğlu Deresi, der im Norden des Kreises aufgestaut wird. Im Westen des Bezirks liegt der See Uyuz Gölü.
Der Landkreis Sulusaray wurde 1990 durch das Gesetz Nr. 3644 aus dem südwestlichen Teil des Kreises Artova gebildet. Bis dahin war er ein Bucak in diesem Kreis und hatte bei der letzten Volkszählung vor der Gebietsänderung (1985) eine Bevölkerung von 15.516 Einwohnern. Dies entsprach 38,2 % der damaligen Kreisbevölkerung. 1990 betrug die Bevölkerung des neuen Kreises 17.945, davon 4.377 in der Kreisstadt.
Ende 2020 besteht der Kreis neben der Kreisstadt aus 14 Dörfern (Köy) mit durchschnittlich 174 Bewohnern. Die Skala der Einwohnerzahlen reicht von 332 (Alanyurt) herunter bis auf 48 (Selimiye), sechs Dörfer haben mehr Einwohner als der Durchschnitt. Das Dorf Malum Seyit Tekke wurde 2018 als Mahalle in die Kreisstadt eingegliedert.
Die  Bevölkerungsdichte betrug Ende 2018 27,8 Einw. je km², der Provinzwert lag bei 61,0. Der städtische Bevölkerungsanteil im zweitkleinsten Kreis der Provinz war 63,95 Prozent.